# MQM-107 ストリーカー
MQM-107 ストリーカー
飛行中のMQM-107E
- 用途：ターゲット・ドローン
- 製造者：ビーチクラフト社
- 運用者

  -  アメリカ合衆国 (アメリカ陸軍,アメリカ空軍)
  -  オーストラリア(オーストラリア空軍)
  -  エジプト(エジプト空軍)
  -  イラン(イラン空軍)
  -  ヨルダン(ヨルダン空軍)
  -  韓国(韓国空軍)
  -  北朝鮮(朝鮮人民軍)
  -  シンガポール(シンガポール空軍)
  -  スウェーデン(スウェーデン空軍)
  -  台湾(台湾空軍)
  -  トルコ(トルコ空軍)
  -  アラブ首長国連邦(アラブ首長国連邦軍)
- 初飛行：1974年 [1]
- 生産数：2236機[2]
- 運用開始：1984年
- 退役：2003年
- 運用状況：生産終了

MQM-107 ストリーカーはビーチクラフト社によって開発された、アメリカ陸軍やアメリカ空軍などで試験と訓練に使用されていた再利用可能なターボジェットターゲット・ドローン/標的曳航機である。
アメリカ陸軍では、FIM-92 スティンガーやMIM-104 パトリオット等の様々な地対空ミサイルシステムをテストするために使用された。 アメリカ空軍は、AIM-9 サイドワインダーやAIM-120 AMRAAM等の空対空ミサイルの訓練に使用していた。

## 開発
MQM-107はアメリカ陸軍航空ミサイル軍 (AMCOM、United States Army Aviation and Missile Command)の1972年度速度可変訓練標的機（VSTT、Variable Speed Training Target）の要求に基づいて、ビーチクラフト社によって開発された。
1975年採用が発表され、陸軍は1979年まで、初期型（MQM-107A）の運用をした。その後20年間、改良型が異なるエンジンを搭載し導入された。
MQM-107の生産は2003年に終了し、現在残っている機体は、順次 BQM-167 スキーター と置き換わっている。

## 特徴
MQM-107は、胴体の中心にターボジェットエンジンを搭載し、わずかにカーブした翼を持った、亜音速標的機として設計された。機体は、ジェットエンジンが十分な推力を得るまで、ロケットブースターで加速する。パラシュートで回収し再利用することができる。
この機体は、一般的にミサイルや機銃の標的の曳航機として設計されている。航空機はミサイル訓練用の赤外線標的や、機銃訓練用の正方形の標的のいずれかを曳航することができる。フレア/チャフポッドも同様に搭載可能である。

## 形式
MQM-107A
初期型であり、テレダイン CAE J402-CA-700 ターボジェットエンジンを搭載する。輸出型はモデル999のA、D、E、F型として生産された。 
MQM-107B
この型はよりパワフルなマイクロターボ TRI 60-2ターボジェットエンジンを搭載し、より高いペイロードと大きな胴体を備え、1982年に生産が開始された。タイプ999のL型、H型として輸出された。
MQM-107C
この型は、J402-CA-700エンジンの余剰を解消するため、B型の胴体に、A型のエンジンを搭載し生産された。
MQM-107D
この型は、新型のJ402-CA-702 ターボジェットエンジンを搭載し、1987年に導入された。1989年には、エンジンはマイクロターボ TRI 60-5に換装された。
MQM-107E
この型は、操縦性の向上の為、翼面と尾部の再設計を行い、1992年に初飛行した。最新型のCAE J402エンジンかD型と同じTRI 60-5エンジンを選択することができる。 オーストラリアはGAF ジンディビック無人標的機に代えてこの型をN28 カルカラとして採用した。 
スーパーMQM
この型は、推力とペイロードを増加したレイセオン社の実験機である。
レイダー
ビーチ社は、1985年のパリ航空ショーでこの型を発表した。これは戦闘中に敵をかく乱させるための戦術UAVである。

### 北朝鮮の派生型
2012年2月5日、韓国の聯合ニュースは、「北朝鮮がシリアから導入したMQM-107Dを基に、無人攻撃機を開発している」と報じた。それによると、「北朝鮮は爆弾を装着して数回のテストを行ったが、まだ完成段階に達していない」と、韓国情報当局は分析しているという。無人攻撃機と称しても、基の機体が小型（全長5.5m、全幅3.3m）であることから、小型爆弾やミサイルを搭載して機体を再利用するとも考えにくく、機体そのものを使い捨てとして、機首に炸薬を積載して、ターボジェット推進の対艦ミサイル化や巡航ミサイル化する可能性がある。その場合、時期的に、韓国の「天竜・若鷹・玄武-3A/B/C」巡航ミサイル（韓国ではその性能を北朝鮮全域を射程に収めるとする）開発に対抗したものの可能性がある。

### イランの派生型
2010年に公開されたイランの新型国産無人攻撃機"カラール"は、革命前にイランに供給されていたMQM-107をベースに開発されたとされる無人攻撃機で、原型機と同様にターボジェットエンジンを搭載し、時速900kmの高速での爆撃が可能とされている。精密誘導爆弾や対艦ミサイルを搭載可能で、機体はパラシュートにより回収され再利用可能である。

## 性能
諸元
- 乗員: 無し
- 全長: 5.5 m
- 全高: 1.47 m
- 翼幅: 3 m
- 最大離陸重量: 664 kg （1,464 lb）
- 動力: Microturbo TRI 60 Turbojet ターボジェットエンジン、5.33 kN   × 1

性能
- 最大速度: 925 km/h
- 実用上昇限度: 12,192 m （40,000 ft）

## 事件・事故
2020年9月8日、MQM-107Eと表記のある物体が沖縄県竹富島に漂着。機体に所属を示すマークがなく、沖縄防衛局が米軍に問い合わせた。9月9日、米軍より沖縄防衛局へ「米軍の物では無い」との回答があり、同標的機を使用して訓練を行っている周辺国のものが漂着したと見られている。なお両翼にそれぞれ漢字で、右側には「右」、左側には「左」と書かれていた。9月10日、台湾から竹富町に電話が入り、町は台湾の民間企業が所有していた可能性もあるとみて、引き渡しについて協議する予定という。9月11日、国家中山科学研究院が保有する一般訓練用の標的機と見られると報道発表がされた。すでに関係機関を通じ、事後処理手続きに入っているという。

## 参照
1. 1 2 3 4 5 6  MQM 107. Designation Systems. Accessed Oct 29 2009.
2. 1 2 3 4 5 6 7 8  MQM-107 Streaker (2008).Forecast International. Accessed 29 Oct 2009.
3. ↑  MQM-107 Product Page. Composite Engineering Inc.. Accessed 29 Oct 2009.
4. ↑  “北朝鮮が「無人攻撃機」開発中　韓国軍消息筋”. 聯合ニュース. (2012年2月5日) 2013年1月31日閲覧。
5. ↑  “竹富島の海岸に“謎”の機体 「標的機」か どこから漂着？ | 沖縄タイムス＋プラス ニュース”. 沖縄タイムス＋プラス. 2020年9月9日閲覧。
6. ↑  “軍事訓練用の無人機か、竹富島に漂着　米軍などに情報収集”.   琉球新報. 2020年9月9日閲覧。
7. ↑  “漂着無人機「米軍ではない」防衛局に連絡”.   琉球新報. 2020年9月9日閲覧。
8. ↑  “竹富島に無人機漂着 米軍「うちではない」、機体に漢字：朝日新聞デジタル”. 朝日新聞デジタル. 2020年9月10日閲覧。
9. ↑  “謎の漂着機体に「心当たりが…」 竹富町への一本の電話：朝日新聞デジタル”. 朝日新聞デジタル (2020年9月10日). 2020年9月11日閲覧。
10. ↑  “竹富島に漂着した機体は台湾研究機関の「標的機」”. フォーカス台湾. (2020年9月11日) 2022年9月20日閲覧。